# Leichtathletik-Weltmeisterschaften 1983/Teilnehmer (Schweiz)
| Goldmedaillen | Silbermedaillen | Bronzemedaillen |
| ------------- | --------------- | --------------- |
| –             | –               | –               |

Der Leichtathletik-Verband der Schweiz stellte mindestens drei Teilnehmerinnen und zehn Teilnehmer bei den Leichtathletik-Weltmeisterschaften 1983 in der finnischen Hauptstadt Helsinki.

## Ergebnisse

### Frauen

#### Laufdisziplinen
| Athletin       | Disziplin | Vorlauf     | Vorlauf | Viertelfinale | Viertelfinale | Halbfinale | Halbfinale | Finale      | Finale |
| Athletin       | Disziplin | Zeit        | Platz   | Zeit          | Platz         | Zeit       | Platz      | Zeit        | Platz  |
| -------------- | --------- | ----------- | ------- | ------------- | ------------- | ---------- | ---------- | ----------- | ------ |
| Cornelia Bürki | 1500 m    | 4:08,61 min | 4       |               |               |            |            | 4:11,61 min | 10     |
| Cornelia Bürki | 3000 m    | 8:46,94 min | 5       |               |               |            |            | 8:53,85 min | 11     |

#### Sprung
| Athletin   | Disziplin  | Qualifikation | Qualifikation | Finale             | Finale             |
| Athletin   | Disziplin  | Höhe          | Platz         | Höhe               | Platz              |
| ---------- | ---------- | ------------- | ------------- | ------------------ | ------------------ |
| Gaby Meier | Hochsprung | 1,84 m        | 19            | nicht qualifiziert | nicht qualifiziert |

#### Siebenkampf
| Athletin          | 100 m Hürden | Hochsprung | Kugelstoßen | 200 m   | Weitsprung | Speerwurf | 800 m       | Punkte | Platz |
| ----------------- | ------------ | ---------- | ----------- | ------- | ---------- | --------- | ----------- | ------ | ----- |
| Corinne Schneider | 14,62 s      | 1,83 m     | 12,06 m     | 25,81 s | 5,73 m     | 46,22 m   | 2:19,68 min | 5851   | 14    |

### Männer

#### Laufdisziplinen
| Athlet          | Disziplin    | Vorlauf          | Vorlauf          | Viertelfinale    | Viertelfinale    | Halbfinale         | Halbfinale         | Finale             | Finale             |
| Athlet          | Disziplin    | Zeit             | Platz            | Zeit             | Platz            | Zeit               | Platz              | Zeit               | Platz              |
| --------------- | ------------ | ---------------- | ---------------- | ---------------- | ---------------- | ------------------ | ------------------ | ------------------ | ------------------ |
| Marcel Arnold   | 400 m        | 47,44 s          | 32               | nicht angetreten | nicht angetreten | –––                | –––                | –––                | –––                |
| Christoph Ulmer | 800 m        | 1:47,69 min      | 21               |                  |                  | nicht qualifiziert | nicht qualifiziert | nicht qualifiziert | nicht qualifiziert |
| Pierre Délèze   | 1500 m       | 3:42,82 min CR   | 25               |                  |                  | 3:36,37 min        | 4                  | 3:43,69 min        | 6                  |
| Peter Wirz      | 1500 m       | 3:41,69 min      | 23               |                  |                  | nicht qualifiziert | nicht qualifiziert | nicht qualifiziert | nicht qualifiziert |
| Markus Ryffel   | 5000 m       | 13:43,36 min CR  | 1                |                  |                  | 13:32,34 min CR    | 4                  | 13:39,98 min       | 12                 |
| Markus Ryffel   | 10.000 m     | nicht angetreten | nicht angetreten |                  |                  |                    |                    | –––                | –––                |
| Bruno Lafranchi | Marathon     |                  |                  |                  |                  |                    |                    | 2:14:58 h          | 23                 |
| Franz Meier     | 400 m Hürden | 50,09 s          | 4                |                  |                  | 50,31 s            | 13                 | nicht qualifiziert | nicht qualifiziert |

#### Sprung/Wurf
| Athlet           | Disziplin      | Qualifikation | Qualifikation | Finale             | Finale             |
| Athlet           | Disziplin      | Weite         | Platz         | Weite              | Platz              |
| ---------------- | -------------- | ------------- | ------------- | ------------------ | ------------------ |
| Roland Dalhäuser | Hochsprung     | 2,15 m        | 19            | nicht qualifiziert | nicht qualifiziert |
| Felix Böhni      | Stabhochsprung | keine Höhe    | q*            | 5,40 m             | 10                 |
| René Gloor       | Weitsprung     | 7,68 m        | 21            | nicht qualifiziert | nicht qualifiziert |

* Anmerkung: Aufgrund schlechten Wetters wurde die Qualifikation nicht beendet. Alle 27 Athleten durften zwei Tage später zu einem Mammutfinale antreten.